# Jimmy Ward
Jimmy Ward (Tullagha, Kilfenora, 1909 - Milltown Malbay, 1987) was een bekende Ierse traditionele banjospeler en lilter, afkomstig uit Milltown Malbay, County Clare, Ierland.
Ward bespeelde oorspronkelijk de fluit, piccolo en tin whistle maar schakelde om naar de banjo in de jaren '40.
Ward was een van de oprichters van de hernieuwde Kilfenora Céilí Band in 1927 en was een vooraanstaand lid van de band. Hij was nog steeds lid toen de band drie jaar achter elkaar (1954-1956) de All Ireland kampioenschappen won op de Fleadh Cheoil. Later werd hij ook lid van de Laichtín Naofa Céilí Band.
Hij is de naamgever van Jimmy Ward's Jig. In het begin van de jaren '70 had hij een ernstig ongeluk bij Inagh.
In 1974 verliet Ward de Kilfenora Céilí Band. Hij startte een nieuwe band genaamde Bannermen samen met PJ Murrihy en Michael Sexton Senior.
Na zijn huwelijk met Kitty Marrinan in 1949 vestigde Ward zich in Milltown Malbay. Aldaar opende hij een kruidenierswinkel aan Main Street. Hij was tevens actief als aannemer en pensionhouder.
Jimmy Ward was actief in verschillende muziek-gerelateerde functies, onder meer als penningmeester van de lokale afdeling van Comhaltas Ceoltóirí Éireann, lid van het organisatiecomité van de Fleadh Cheoil in Milltown Malbay in 1957 en als lid van het comité dat aan de basis stond van de Willie Clancy Summer School.
Hij werd genoemd in de ballade The Fleadh Cheoil in Ennis:

Then somebody said, ‘who’s that man over there?’

Isn’t that Jimmy Ward from the North side of Clare

He plays on the banjo with music to spare

For he plays with the great Kilfenora.

Ward overleed in 1987.

## Opnamen

### Met de Kilfenora Céilí Band
LP's
- Clare Céilí, ?, EMI[12]
- The Kilfenora Céilí Band, 1974, Transatlantic[13]

Cd's
- Traditional Irish Fiddle Music, 1998 (geremasterde versie van The Kilfenora Céilí Band)[13]

### Met de Laichtín Naofa Céilí Band
Lp's
- Come to an Irish Dance Party, 1959[3][14]

Cd's
- Come to an Irish Dance Party, 2008. Een heruitgave van de historische opnamen uit 1959, digitaal geremasterd.[15]